# 매너 로드
매너 로드는 1인 개발사 슬라빅 매직의 실시간 전략 시뮬레이션 게임이다. 2024년 4월 26일 얼리 액세스로 공개된 이 게임은, 유럽의 중세를 바탕으로 마을을 건설하고 경영하며 전투를 치러 정착지를 바탕으로 세력을 넓히는 것을 목표로 하는 게임이다. 플레이어가 유닛인 농민들에게 농사를 짓는 명령을 내리는 것으로 마을에서 도시로 정착지를 발전시킬 수 있다. 11세기부터 15세기까지의 중세 유럽을 충실하게 반영했다고 평가받으며, 개발사인 슬라빅 매직은 여기에 당시의 역사자료를 참고했다. 슬라빅 매직은 3D 스캐닝을 이용한 모션캡쳐 기술을 유닛의 움직임에 적용하였고, 측량에 이용되는 사진측량 기술을 이용한 3D 결과물인 오브젝트에 에픽 게임즈의 퀵셀 메가스캐닝을 사용하여 개발 시간을 단축했다고 밝히고 있다. 또한 역학의 복잡계를 이용하여 오브젝트가 파괴되는 것을 시뮬레이션하게 하여, 물체가 파괴되는 모션을 재현하는 속도를 줄였다고 밝혔다. 이 시뮬레이션은 게임 내의 오브젝트인 건물 등이 건설되는 데도 이용된다.